# الحكر (مسلسل)
الحكر هو مسلسل تم إنتاجه في مصر. بلغ عدد حلقاته 30 حلقة، وتبلغ مدة الحلقة الواحدة 45 دقيقة. وهو من إخراج فاضل الجارحي وأحمد صقر. لم يعرض بعد.

## القصة
تدور أحداث المسلسل في أحد مدن القاهرة القديمة حيث يتعرف «علي العجمي» ذلك الرجل المسن الأعرج الذي يهابه الجميع فهو رجل ذو فطنة على «عبادة» ذلك الشاب عامل الدليفري عندما ينقذه من مطاردة بعض رجال الحكر له علي أثر مشاجرة أثناء لعب القمار. كما يتعرف على غازي أبو جبل وهو عم عجمي رجل ثري ليس له أولاد يعطف علي شباب الحكر الفقراء ويجد لهم عملا لديه، فتعمل «ملك» التي تركها زوجها وهي حامل وابنتها «حورية» كخادمات في قصره.
تعامل ملك ابنها عبادة بجفاء بعكس حورية شقيقته والتي تكبره بسبعة عشرة عاما والتي تعامله بحنان وتخشي عليه.. يكتشف عبادة أن حورية هي أمه الحقيقية وقد ولدته بعد اغتصابها من مجهول واضطرت أمها ملك نسبه لنفسها بعد سقوط حملها دراء للفضيحة.. يقترب عبادة من عجمي الذي يعلمه بعض المهارات التي يتقنها ويطلب منه قتل غازي لتؤول أمواله إليه ويوافق عبادة خاصة أنه يحب فاتن ابنة عجمي ولكنه يتراجع في آخر لحظة ولا يتمكن من قتله.. يغضب عجمي ويقرر تزويج فاتن من تحسين صديق عبادة والذي وافق علي كل طلباته من أجلها.. في نفس الوقت نتعرف علي أنهار ابنة حكمت.. تزوجت حكمت منذ زمن قبل ولادة أنهار من صقر شقيق غازي لذي توفي واستولي شقيق حكمت علي ميراثها ويزوجها من والد أنهار وهو ضعيف الشخصية ويخشي منه.. يتولد لدي أنهار شعور بالبغض علي جميع الرجال وتقرر النصب عليهم عن طريق التنكر في شخصية فتاة لعوب تتعرف علي بعض لشبب ثم تقوم بسرقتهم والهرب.. ينقذها عبادة من محاولة اعتداء من أحد الشباب فتقع في حبه.. يتزوج غازي أبو جبل من حورية بعد وفاة ملك ويعرض الزواج علي أنهار ولكنها ترفض عرضه.

## الشخصيات
- فتحي عبد الوهاب
- يوسف شعبان
- هنا شيحة / أنهار
- أشرف زكي
- احمد خليل
- سلوي خطاب
- إيناس شيحة
- فتوح أحمد
- محمود عبد المغني
- أحمد بدير
- محمود عبدالغفار / هوجان
- طارق عبدالعزيز / بليلة
- احمد رزق
- احمد الدمرداش / جمايكا
- شريف رواش / سمعة
- نور حلمي / عوض
- مصطفي العلي / حازم
- رضوى عادل/ نبيلة
- عبير فاروق

## وصلات خارجية
http://www.elcinema.com/work/wk1780542/